# Forward College
Forward College es una institución académica de educación superior fundada por Boris Walbaum en 2021. Es un centro docente oficial de la Universidad de Londres y emite titulaciones de grado por esa universidad, que son reconocidas en el Espacio Europeo de Educación Superior.
Sus estudiantes rotan cada año académico por sus tres campus ubicados en Lisboa, París y Berlín.